# ولايات المغرب

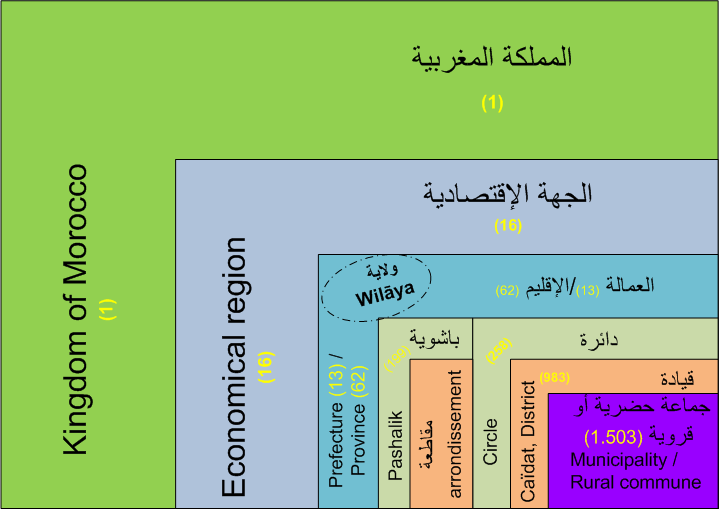
ترتيب التقسيم الإداري المغربي.

الولاية في المغرب هي نوع من أنواع التقسيم الإداري المغربي، وهي في مرتبة الاقليم وهي تضم عدداً من العمالات ولكنها ليست قاصـرة على العاصمة وإنما كذلك المدن الكبيـرة الأخـرى مثل الدار البيضاء ومراكش وفاس وغيرها، أما الإدارة المحلية فهي ذات تنظيم خاص تحت مسمى الجماعة الحضرية أو في كل مدينة كبيرة تضم أكثر من جماعة حضرية (مقاطعة (تقسيم إداري)) تجمعها هيئة تسمى المجموعة الحضرية وهي التي تعالج المشاريع المشتركة بين مناطق الجماعات الحضرية الممثلة في المدينة وتتولى التنسيق بينها. وتتكون المجموعة الحضرية (عادة) من رئيس إحدى الجماعات الحضرية رئيساً ورؤساء الجماعات الحضرية ووكلائها أعضاء.

## الولاية
تعد "الولاية" تقسيمًا إداريًا أُنشئ في عام 1981، ويجمع بين العديد من الأقاليم أو العمالات أو كليهما في نفس الوقت، ويهدف إلى تزويد الوحدات الحضرية الكبيرة مثل الدار البيضاء بتنظيم إداري قادر على تلبية احتياجات هذه المدن المتوسعة وتزايد عدد سكانها. لذلك فإن مستوى الولايات على التحقيق يكون بين الجهات وبين العمالات/الأقاليم (على الرغم من أن الولايات تغطي فقط المناطق الحضرية). ومع ذلك، تُستخدم غالبًا بشكل مترادف مع المناطق أو العمالات/الأقاليم في الاستخدام الشائع.

## قائمة العمالات والأقاليم

### العواصم ومراكز الإدارة
| الجهة                      | العمالات والأقاليم    | العاصمة          |
| -------------------------- | --------------------- | ---------------- |
| جهة بني ملال خنيفرة        | إقليم أزيلال          | أزيلال           |
| جهة بني ملال خنيفرة        | إقليم بني ملال        | بني ملال         |
| جهة بني ملال خنيفرة        | إقليم الفقيه بن صالح  | الفقيه بن صالح   |
| جهة بني ملال خنيفرة        | إقليم خنيفرة          | خنيفرة           |
| جهة بني ملال خنيفرة        | إقليم خريبكة          | خريبكة           |
| جهة الدار البيضاء سطات     | إقليم بنسليمان        | بنسليمان         |
| جهة الدار البيضاء سطات     | إقليم برشيد           | برشيد            |
| جهة الدار البيضاء سطات     | الدار البيضاء         | الدار البيضاء    |
| جهة الدار البيضاء سطات     | إقليم الجديدة         | الجديدة (المغرب) |
| جهة الدار البيضاء سطات     | إقليم مديونة          | مديونة           |
| جهة الدار البيضاء سطات     | عمالة المحمدية        | المحمدية         |
| جهة الدار البيضاء سطات     | إقليم النواصر         | النواصر          |
| جهة الدار البيضاء سطات     | إقليم سطات            | سطات             |
| جهة الدار البيضاء سطات     | إقليم سيدي بنور       | سيدي بنور        |
| جهة درعة تافيلالت          | إقليم الرشيدية        | الرشيدية         |
| جهة درعة تافيلالت          | إقليم ميدلت           | ميدلت            |
| جهة درعة تافيلالت          | إقليم ورزازات         | ورزازات          |
| جهة درعة تافيلالت          | إقليم تنغير           | تنغير            |
| جهة درعة تافيلالت          | إقليم زاكورة          | زاكورة           |
| جهة فاس مكناس              | إقليم بولمان          | بولمان           |
| جهة فاس مكناس              | إقليم الحاجب          | الحاجب           |
| جهة فاس مكناس              | إقليم فاس             | فاس              |
| جهة فاس مكناس              | إقليم إفران           | إفران            |
| جهة فاس مكناس              | عمالة مكناس           | مكناس            |
| جهة فاس مكناس              | إقليم مولاي يعقوب     | مولاي يعقوب      |
| جهة فاس مكناس              | إقليم صفرو            | صفرو             |
| جهة فاس مكناس              | إقليم تاونات          | تاونات           |
| جهة فاس مكناس              | إقليم تازة            | تازة             |
| جهة مراكش آسفي             | إقليم الحوز           | بلدية تحناوت     |
| جهة مراكش آسفي             | إقليم شيشاوة          | شيشاوة           |
| جهة مراكش آسفي             | إقليم قلعة السراغنة   | قلعة السراغنة    |
| جهة مراكش آسفي             | إقليم الصويرة         | الصويرة          |
| جهة مراكش آسفي             | مراكش                 | مراكش            |
| جهة مراكش آسفي             | إقليم الرحامنة        | ابن جرير         |
| جهة مراكش آسفي             | إقليم آسفي            | آسفي             |
| جهة مراكش آسفي             | إقليم اليوسفية        | اليوسفية         |
| جهة الشرق                  | إقليم بركان           | بركان            |
| جهة الشرق                  | إقليم الدريوش         | الدريوش          |
| جهة الشرق                  | إقليم فجيج            | فجيج             |
| جهة الشرق                  | إقليم جرسيف           | جرسيف            |
| جهة الشرق                  | إقليم جرادة           | جرادة            |
| جهة الشرق                  | إقليم الناظور         | الناظور          |
| جهة الشرق                  | عمالة وجدة أنكاد      | وجدة             |
| جهة الشرق                  | إقليم تاوريرت         | تاوريرت          |
| جهة الرباط سلا القنيطرة    | إقليم القنيطرة        | القنيطرة         |
| جهة الرباط سلا القنيطرة    | إقليم الخميسات        | الخميسات         |
| جهة الرباط سلا القنيطرة    | الرباط                | الرباط           |
| جهة الرباط سلا القنيطرة    | سلا                   | سلا              |
| جهة الرباط سلا القنيطرة    | إقليم سيدي قاسم       | سيدي قاسم        |
| جهة الرباط سلا القنيطرة    | إقليم سيدي سليمان     | سيدي سليمان      |
| جهة الرباط سلا القنيطرة    | عمالة الصخيرات تمارة  | تمارة            |
| جهة سوس ماسة               | أكادير                | أكادير           |
| جهة سوس ماسة               | إقليم اشتوكة أيت باها | بيوڭرى           |
| جهة سوس ماسة               | عمالة إنزكان أيت ملول | إنزكان           |
| جهة سوس ماسة               | إقليم تارودانت        | تارودانت         |
| جهة سوس ماسة               | إقليم طاطا            | طاطا             |
| جهة سوس ماسة               | إقليم تيزنيت          | تيزنيت           |
| جهة طنجة تطوان الحسيمة     | إقليم الحسيمة         | الحسيمة          |
| جهة طنجة تطوان الحسيمة     | إقليم شفشاون          | شفشاون           |
| جهة طنجة تطوان الحسيمة     | إقليم الفحص أنجرة     | أنجرة            |
| جهة طنجة تطوان الحسيمة     | إقليم العرائش         | العرائش          |
| جهة طنجة تطوان الحسيمة     | عمالة المضيق الفنيدق  | المضيق           |
| جهة طنجة تطوان الحسيمة     | إقليم وزان            | وزان             |
| جهة طنجة تطوان الحسيمة     | عمالة طنجة أصيلة      | طنجة             |
| جهة طنجة تطوان الحسيمة     | إقليم تطوان           | تطوان            |
| جهة الداخلة وادي الذهب     | إقليم أوسرد           | أوسرد            |
| جهة الداخلة وادي الذهب     | إقليم وادي الذهب      | الداخلة          |
| جهة كلميم واد نون          | إقليم آسا الزاك       | آسا              |
| جهة كلميم واد نون          | إقليم كلميم           | كلميم            |
| جهة كلميم واد نون          | إقليم سيدي إفني       | سيدي إفني        |
| جهة كلميم واد نون          | إقليم طانطان          | طانطان           |
| جهة العيون الساقية الحمراء | إقليم بوجدور          | بوجدور           |
| جهة العيون الساقية الحمراء | إقليم السمارة         | السمارة          |
| جهة العيون الساقية الحمراء | إقليم العيون          | العيون           |
| جهة العيون الساقية الحمراء | إقليم طرفاية          | طرفاية           |

### بر المغرب الرئيسي

#### جهة طنجة تطوان الحسيمة
- عمالة المضيق الفنيدق
- عمالة طنجة أصيلة
- إقليم الحسيمة
- إقليم شفشاون
- إقليم الفحص أنجرة
- إقليم العرائش
- إقليم وزان
- إقليم تطوان

#### جهة الشرق
- عمالة وجدة أنكاد
- إقليم بركان
- إقليم الدريوش
- إقليم فجيج
- إقليم جرسيف
- إقليم جرادة
- إقليم الناظور
- إقليم تاوريرت

#### جهة فاس مكناس
- عمالة فاس
- عمالة مكناس
- إقليم بولمان
- إقليم الحاجب
- إقليم إفران
- إقليم صفرو
- إقليم تاونات
- إقليم تازة
- إقليم مولاي يعقوب

#### جهة الرباط سلا القنيطرة
- عمالة الرباط
- عمالة سلا
- عمالة الصخيرات تمارة
- إقليم القنيطرة
- إقليم الخميسات
- إقليم سيدي قاسم
- إقليم سيدي سليمان

#### جهة بني ملال خنيفرة
- إقليم أزيلال
- إقليم بني ملال
- إقليم الفقيه بن صالح
- إقليم خنيفرة
- إقليم خريبكة

#### جهة الدار البيضاء سطات
- عمالة الدار البيضاء
  - أنفا
  - عمالة مقاطعات الفداء مرس السلطان
  - عمالة مقاطعات عين السبع الحي المحمدي
  - الحي الحسني
  - مقاطعة عين الشق
  - عمالة مقاطعات سيدي البرنوصي
  - عمالة مقاطعات ابن مسيك
  - ضاحية مولاي رشيد
- المحمدية (المغرب)
- إقليم بنسليمان
- إقليم برشيد
- إقليم الجديدة
- إقليم مديونة
- إقليم النواصر
- إقليم سطات
- إقليم سيدي بنور

#### جهة مراكش آسفي
- عمالة مراكش
- إقليم الحوز
- إقليم شيشاوة
- إقليم قلعة السراغنة
- إقليم الصويرة
- إقليم الرحامنة
- إقليم آسفي
- إقليم اليوسفية

#### جهة درعة تافيلالت
- إقليم الرشيدية
- إقليم ميدلت
- إقليم ورزازات
- إقليم تنغير
- إقليم زاكورة

#### جهة سوس ماسة
- عمالة أكادير
- عمالة إنزكان أيت ملول
- إقليم اشتوكة أيت باها
- إقليم تارودانت
- إقليم طاطا
- إقليم تيزنيت